# Categoría social
Categoría social es llamado el conjunto de personas que poseen un atributo común, como por ejemplo, el sexo, ocupación o actividad.
Es la clasificación de personas o individuos que comparten alguna característica común pero no produce conciencia de identidad de grupo ni interacción.Son por ejemplo:categorías sociales,las mujeres,los militares,los médicos,los profesores que de alguna manera podemos diferenciar dentro de la sociedad .
Los individuos forman cuasigrupos y se clasifican mediante una operación lógica. Sin embargo, son los cuasigrupos, como dice Morris Cohen, los que hacen que estos individuos se aglutinen para formar grupos consistentes y permanentes en los que se fijan roles sociales grandes. 